# Гаддонфілд (Нью-Джерсі)
Гаддонфілд (англ. Haddonfield) — місто (англ. borough) в США, в окрузі Кемден штату Нью-Джерсі. Населення — 12 550 осіб (2020).

## Географія
Гаддонфілд розташований за координатами 39°53′44″ пн. ш. 75°2′3″ зх. д. / 39.89556° пн. ш. 75.03417° зх. д. (39.895437, -75.034294).  За даними Бюро перепису населення США в 2010 році місто мало площу 7,44 км², з яких 7,31 км² — суходіл та 0,12 км² — водойми.

## Демографія
Згідно з переписом 2010 року, у селищі мешкали 11 593 особи в 4436 домогосподарствах у складі 3179 родин. Було 4634 помешкання
Расовий склад населення:
| - 95,2 % — білих - 1,9 % — азіатів - 1,1 % — чорних або афроамериканців |

До двох чи більше рас належало 1,3 %. Частка іспаномовних становила 2,1 % від усіх жителів.
За віковим діапазоном населення розподілялося таким чином: 27,7 % — особи молодші 18 років, 57,3 % — особи у віці 18—64 років, 15,0 % — особи у віці 65 років та старші. Медіана віку мешканця становила 42,9 року. На 100 осіб жіночої статі у селищі припадало 91,3 чоловіків;  на 100 жінок у віці від 18 років та старших — 88,7 чоловіків також старших 18 років.
Середній дохід на одне домашнє господарство  становив 173 365 доларів США (медіана — 128 440), а середній дохід на одну сім'ю — 207 376 доларів (медіана — 154 821). Медіана доходів становила 108 824 долари для чоловіків та 73 207 доларів для жінок. За межею бідності перебувало 2,8 % осіб, у тому числі 3,3 % дітей у віці до 18 років та 3,0 % осіб у віці 65 років та старших.
Цивільне працевлаштоване населення становило 5400 осіб. Основні галузі зайнятості: освіта, охорона здоров'я та соціальна допомога — 32,1 %, науковці, спеціалісти, менеджери — 17,7 %, фінанси, страхування та нерухомість — 13,6 %.